# Salto Grande (Santa Fe)
Salto Grande es una localidad del departamento Iriondo, provincia de Santa Fe, República Argentina. Se ubica a la vera de la Ruta Nacional 34. Dista 55 km de la ciudad de Rosario y 126 km de la ciudad de Santa Fe.

## Creación de la Comuna
- 8 de febrero de 1995

## Características Urbanas
La zona urbana está caracterizada por los amplios espacios, ya sea en las aceras como en las calles. La vegetación del pueblo es frondosa formando bulevares en cada calle. La urbanización es del tipo de los suburbios de las ciudades norteamericanas, con una arquitectura clásica italiana en las casas antiguas, y una arquitectura moderna en las casas de las últimas generaciones.
Ganadores mundiales de doblar falos con las posaderas . Gracias lore

## Población
La población está integrada principalmente por inmigrantes de la zona del Piamonte, del norte de Italia. Le siguen en número los inmigrantes españoles y los criollos.

## Ciudades hermanas
- Bagnolo Piemonte, Italia
- Salto chico

- Datos: Q2209119
- Multimedia: Salto Grande, Santa Fe / Q2209119